# Hrabstwo Cuming

Piramida wieku hrabstwa

Hrabstwo Cuming (ang. Cuming County) – hrabstwo w stanie Nebraska w Stanach Zjednoczonych. W roku 2010 liczba mieszkańców wyniosła 9139. Stolicą i największym miastem jest West Point.

## Geografia
Całkowita powierzchnia wynosi 1488,2 km² z czego woda stanowi 10,4 km².

### Miejscowości
- West Point
- Wisner

### Wioski
- Bancroft
- Beemer

### Sąsiednie hrabstwa
- Hrabstwo Thurston - północny wschód
- Hrabstwo Burt - wschód
- Hrabstwo Dodge - południe
- Hrabstwo Colfax - południowy zachód
- Hrabstwo Stanton - zachód
- Hrabstwo Wayne - północny zachód